# Comuna Väätsa
Väätsa (în germană Waetz) este o comună (vald) din Comitatul Järva, Estonia.
Comuna cuprinde un număr de 11 localități (Väätsa, reședința comunei și alte 10 sate). Localitatea a fost locuită de germanii baltici.

## Localități componente

### Târgușoare
- Väätsa

### Sate
- Aasuvälja
- Lõõla
- Piiumetsa
- Reopalu
- Roovere
- Röa (în germană Röal; localitatea a fost locuită de germanii baltici)
- Saueaugu
- Vissuvere
- Väljataguse
- Ülejõe